# Црноноги валаби
Црноноги валаби (Macropus irma) је врста сисара торбара из породице кенгура и валабија (Macropodidae).

## Распрострањење
Југозападни део аустралијске државе Западне Аустралије је једино познато природно станиште врсте.

## Станиште
Црноноги валаби има станиште на копну, насељава станишта мали еукалиптуса и пустаре, редак је у влажним склерофилним шумама.

## Угроженост
Ова врста није угрожена, и наведена је као последња брига јер има широко распрострањење.

### Популациони тренд
Популација ове врсте је стабилна, судећи по доступним подацима.